# Nunataki Samutina
Nunataki Samutina är en nunatak i Antarktis. Den ligger i Västantarktis. Argentina, Chile och Storbritannien gör anspråk på området. Toppen på Nunataki Samutina är 1 026 meter över havet.
Terrängen runt Nunataki Samutina är lite kuperad, och sluttar brant västerut. Trakten är obefolkad. Det finns inga samhällen i närheten.